# Linceu (fill d'Egipte i d'Argífia)
|  | No s'ha de confondre amb Linceu (fill d'Afareu i Arene). |

Linceu (Lynceus) fou una deïtat mitològica, fill d'Egipte i d'Argífia, i marit de la danaide Hipermnestra, amb qui va ser el pare d'Abant. Fou rei d'Argos quan era anomenada  Λυλκήϊον Ἄργος. La llegenda diu que les Danaides, per desig del seu pare, van matar als seus marits en una nit però que Hipermnestra va salvar la vida de Linceu. Danau va confinar a la filla desobedient, però finalment la va retornar a Danau al que va designar successor en el tron d'Argos. En algunes versions de la llegenda, les Danaides, tret d'Hipermnestra (o, de vegades alternativament Amimone) van ser castigats al Tàrtar amb l'obligació de portar aigua amb una gerra amb forats, que sempre es filtrava.